# EMS-Preis
Der EMS-Preis (EMS Prize) der European Mathematical Society (EMS) wird alle vier Jahre auf dem Europäischen Mathematikerkongress (ECM) an junge Mathematiker verliehen. Der Preis kann gewissermaßen als „kleine Fields-Medaille“ verstanden werden – unter den Preisträgern bis 2021 erhielten elf außerdem die Fields-Medaille.

## Allgemeines
Der EMS-Preis wird als renommierte bzw. prestigeträchtige Auszeichnung angesehen und neben 4 weiteren Preisen von der European Mathematical Society (EMS) verliehen. Der EMS-Preis umfasst ein Zertifikat sowie ein Preisgeld von 5.000 Euro. Erstmals wurde der Preis auf dem Kongress 1992 in Paris verliehen.

## Vergabekriterien
Die Altersgrenze liegt bei (Zeitpunkt der Nominierung) 35 Jahren, wobei es Ausnahmen für Mutterschaft oder Krankheit gibt, die eine Anhebung auf bis zu 38 Jahre erlauben. Mögliche Preisträger benötigen europäische Staatsangehörigkeit oder müssen in Europa forschen, wobei Europa als „die Gesamtheit aller Länder oder Landesteile, die geographisch innerhalb Europas liegen oder in denen eine Mitgliedsgesellschaft der EMS ansässig ist“ definiert wurde.

## Preisträger
2024 – Sevilla:
- Maria Colombo (Italien)
- Cristiana De Filippis  (Italien)
- Jessica Fintzen (Deutschland)
- Nina Holden (Norwegen)
- Thomas Hutchcroft (Großbritannien)
- Jacek Jendrej (Polen)
- Adam Kanigowski (Polen)
- Frederick Manners (Großbritannien)
- Richard Montgomery (Großbritannien)
- Danylo Radchenko (Ukraine)

2020/21 – Portorož:
- Karim Adiprasito (Deutschland)
- Ana Caraiani (Rumänien)
- Alexander Efimov (Russland)
- Simion Filip (Republik Moldau)
- Alexander Logunow (Russland)
- Kaisa Matomäki (Finnland)
- Phan Thành Nam (Vietnam)
- Joaquim Serra (Spanien)
- Jack Thorne (Großbritannien)
- Maryna Viazovska (Ukraine)

2016 – Berlin:
- Mark Braverman (Israel)
- Vincent Calvez (Frankreich)
- Hugo Duminil-Copin (Frankreich)
- James Maynard (Großbritannien)
- Guido de Philippis (Italien)
- Peter Scholze (Deutschland)
- Péter Varjú (Ungarn)
- Geordie Williamson (Australien)
- Thomas Willwacher (Deutschland)
- Sara Zahedi (Schweden)

2012 – Krakau:
- Simon Brendle (Deutschland)
- Emmanuel Breuillard (Frankreich)
- Alessio Figalli (Italien)
- Adrian Ioana (Rumänien)
- Mathieu Lewin (Frankreich)
- Ciprian Manolescu (Rumänien)
- Grégory Miermont (Frankreich)
- Sophie Morel (Frankreich)
- Tom Sanders (Großbritannien)
- Corinna Ulcigrai (Italien)

2008 – Amsterdam:
- Artur Ávila (Brasilien)
- Alexei Borodin (Russland)
- Ben Green (Großbritannien)
- Olga Holtz (Russland)
- Bo'az Klartag (Israel)
- Alexander Kusnezow (Russland)
- Assaf Naor (Tschechien, Israel)
- Laure Saint-Raymond (Frankreich)
- Agata Smoktunowicz (Polen)
- Cédric Villani (Frankreich)

2004 – Stockholm:
- Franck Barthe (Frankreich)
- Stefano Bianchini (Italien)
- Paul Biran (Israel)
- Elon Lindenstrauss (Israel)
- Andrei Jurjewitsch Okunkow (Russland)
- Sylvia Serfaty (Frankreich)
- Stanislaw Smirnow (Russland)
- Xavier Tolsa (Spanien)
- Warwick Tucker (Australien/Schweden)
- Otmar Venjakob (Deutschland)

2000 – Barcelona:
- Semyon Alesker (Israel)
- Raphaël Cerf (Frankreich)
- Dennis Gaitsgory (USA)
- Emmanuel Grenier (Frankreich)
- Dominic Joyce (Großbritannien)
- Vincent Lafforgue (Frankreich)
- Michael McQuillan (Großbritannien)
- Stefan Nemirowski (Russland)
- Paul Seidel (Frankreich)
- Wendelin Werner (Frankreich)

1996 – Budapest:
- Alexis Bonnet (Frankreich)
- Timothy Gowers (Großbritannien)
- Annette Huber-Klawitter (Deutschland)
- Aise Johan de Jong (Niederlande)
- Dmitri Kramkow (Russland)
- Jiří Matoušek (Tschechische Republik)
- Loïc Merel (Frankreich)
- Grigori Perelman (Russland) (abgelehnt)
- Ricardo Pérez-Marco (Spanien/Frankreich)
- Leonid Polterovich (Russland/Israel)

1992 – Paris:
- Richard Borcherds (Großbritannien)
- Jens Franke (Deutschland)
- Alexander Goncharov (Russland)
- Maxim Lwowitsch Konzewitsch (Russland)
- François Labourie (Frankreich)
- Tomasz Łuczak (Polen)
- Stefan Müller (Deutschland)
- Vladimír Šverák (Tschechoslowakei)
- Gábor Tardos (Ungarn)
- Claire Voisin (Frankreich)